# Braddock (Virginia)
Braddock es un lugar designado por el censo ubicado en el condado de Fairfax en el estado estadounidense de Virginia. En el Censo de 2020 tenía una población de 6549 habitantes y una densidad poblacional de 394,75 habitantes por km². Fue incluido como CDP en el censo de 2020.

## Geografía
Braddock se encuentra ubicado en las coordenadas 38°49′15″N 77°39′53″O / 38.82083, -77.66472.  Según la Oficina del Censo de los Estados Unidos,  tiene una superficie total de 16,59 km², de la cual 16,51 km² corresponden a tierra firme y 0,08 km² a agua.